# Retrato de Johann Kleberger
El Retrato de Johann Kleberger es un óleo sobre tabla de 37 x 37 cm de Alberto Durero, firmado y datado en 1526, y conservado en el Kunsthistorisches Museum de Viena. 

## Historia
La obra se ejecutó en Núremberg, el mismo año que el pintor retrató también a Hieronymus Holzschuher y Jakob Muffel. Johann Kleberger era un rico mercader y financiero que se había casado con la hija viuda del amigo íntimo de Durero Willibald Pirckheimer, para luego dejarla pocos días después de la boda y mudarse a Francia. Se estableció en Lyon, donde se dedicó a las buenas obras que perpetuaron su memoria. 
A la muerte del protagonista el retrato pasó a su hijastro Willibal Imhof, que luego lo cedió al emperador Rodolfo II.

## Descripción y estilo
La obra es el más original de todos los retratos de Durero, y sin duda una de las más innovadoras de la época. Basándose en la medallística antigua, quizás inspirándose en los grabados sobre las medallas romanas de Hans Burgkmair, el artista representa a manera de trampantojo el busto del hombre dentro de un medallón que se abre en la pared, sobre el cual corre una inscripción como en una moneda real: E. IOANI KLEBERGERS NORICI AN AETA SVAE XXXX. 
El busto sin embargo es tratado con extremo realismo y cortado justo bajo el cuello, como si se tratara de una escultura de cera extremadamente realista, que se apoya en el hueco y proyecta su sombra sobre la pared: un auténtico precursor del surrealismo. Muy original es también el aspecto del hombre, con largas patillas de gusto "decimonónico", que hacen que la obra parezca un retrato neoclásico más que renacentista. 
El estilo es fuertemente "a la antigua", casi se asemeja a la cabeza de un antiguo César. El aspecto claro y fresco recuerda que Kleberger era un ciudadano común que se hizo muy rico. La forma inusual de retratarlo lo hace parecer alejado del mundo burgués.
El modelo mira hacia la izquierda, de tres cuartos. Los ojos son grandes y concentrados, la nariz recta y robusta, la boca estrecha, la barbilla pronunciada. La frente es alta por efecto de una incipiente calvicie, que describe bien la edad del hombre de cuarenta años. El color es extremadamente naturalista, como una persona mirando por una ventana.
En las cuatro esquinas de la representación se encuentran motivos heráldicos y el monograma del artista con la fecha 1526.